# スコット・マルーア
スコット・マルーア(Scott Malolua、1993年6月11日 - ）は、サモアのラグビーユニオン選手。

## プロフィール
- サモア出身。
- ポジションはスクラムハーフ(SH)。
- 身長 168cm、体重 85kg
- U20サモア代表に選ばれたことがある[1]。
- サモア代表キャップは1(2021年9月現在）。

## 略歴
クイーンズランド・カントリーを経て、2019年、レッズに加入。同年9月、ラグビーワールドカップ2019のサモア代表に選ばれるも、同月11日、負傷のため代表から離脱。